# Yuki Fushimi
Yuki Fushimi (伏見 有希 Fushimi Yuki?), är en japansk tidigare fotbollsspelare.
Yuki Fushimi debuterade för japans landslag den 21 augusti 1994 i en 1–0-vinst över Österrike. Hon spelade 1 landskamp för det japanska landslaget.